# Struthoff-Villa
Die Struthoff-Villa in Weyhe – Ortsteil Leeste, Leester Straße 5, stammt von 1896.
Das Gebäude steht unter Denkmalschutz (Siehe auch Liste der Baudenkmale in Weyhe).

## Geschichte
860 wurde Weyhe erstmalig erwähnt und die Lester-Marsch 1158 sowie 1187 die Villicus de Leste.
Das giebelständige verputzte historisierende fast quadratische Gebäude von 1896 mit Satteldächern, den vier Giebeln an jeder Seite und der Eingangsveranda mit einem auf vier Säulen mit korinthischen Kapitellen ruhenden Söller mit reich ornamentierten Brüstungen sowie vielen Stuckverzierungen an der Fassade wurde nach Plänen eines Bremer Architekten für die Familie Dietrich Struthoff gebaut. Das Wohnhaus war/ist in vier Generationen im Familieneigentum. Die Familie bewirtschafte damals einen landwirtschaftlichen Betrieb. 1945 besetzten die Briten das Haus für einige Monate. Auffällig ist, dass die Wohnräume im nördlichen und die Wirtschaftsräume im südlichen Bereich des Hauses liegen. Erhalten sind noch die Terrazzo-Fußböden in der Diel und viele Elemente aus der Bauzeit.